# AMD Am386
L'AMD Am386 va ser un microprocessador fabricat per AMD i presentat l'any 1991; era 100% compatible amb el Intel 386 a causa del fet que era una versió clonada del producte d'Intel.
La seva acollida al mercat va ser notable, ja que en 7 mesos AMD havia venut un milió d'Am386, consolidant-se com a seriós competidor d'Intel en lloc de ser un segon fabricant de xips Intel.

## Informació general
Es tracta del processador equivalent al 386 d'Intel. Igual que aquest, també s'ofereix en 2 versions: la DX/DXL i SX/SXL. El rang de velocitats que van oferir aquests processadors van ser 25, 33 i 40 MHz per als primers i de 20, 25 i 33 per als segons.
Tot i ser compatibles amb Microsoft Windows, aquests processadors no funcionaven bé amb el Microsoft Windows 95. I és que aquests microprocessadors van estar pensats com a versions econòmiques per ordinadors personals o sistemes encastats que feien funcionar programes de MS-DOS i Windows 3.1x.

### Am386 DX/DXL
La versió equivalent al 386 DX. Té les mateixes característiques que el seu homònim d'Intel.
El Am386 DX 40 Mhz va ser molt popular, perquè oferia un rendiment similar al d'un Intel 486 a un preu assequible; part d'aquest rendiment era que podia fer funcionar el seu bus frontal (FSB) a 40 Mhz (quan els 486 més ràpids el giraven a 33 mhz).
El rendiment d'aquest podia ser augmentat amb la instal·lació d'un co-processador Intel 80387, encara que el rendiment en coma flotant no era el mateix que el del 486.
L'encapsulat era CPGA de 132 pins o PQFP de 132 pins.

### Am386 SX/SXL
L'equivalent al 386 SX. Igual que amb aquest, es tracta d'una versió econòmica del Am386 DX/DXL amb un bus de 24 bits, amb el qual només pot gestionar 16 Mb (en comptes de les 4 Gb del DX/DXL). Destaca la geometria: 0,8 µm, igual que la dels Intel 486.
L'encapsulat era PQFP de 100 pins.
La versió Am386 SXLV tenia gestió d'energia SMM, una característica que el faria equivalent al 386 SL. Cal esmentar que en consum era un 35% més baix que el disseny d'intel, superant fins i tot a l'eficiència del 386 SL.

### Controvèrsia Intel-AMD
El processador havia estat enllestit per presentar-lo abans del 1991; el que ho impedí va ser el plet Intel-AMD.
AMD havia estat un segon fabricant de dissenys de processadors Intel, amb el qual volia dir que s'inclou tota la gamma de processadors (segons AMD), però a visió d'Intel, només cobria els processadors 286 i anteriors. Al cap d'uns anys es va fallar a favor d'AMD, amb el qual aquesta tenia el dret a vendre el seu Am386.
Aquest punt és important perquè a partir d'ara s'iniciarà una competició en el mercat de microprocessadors que farà que baixin els costs d'adquisició d'un PC.